# Quod Libet
Quod Libet це багатоплатформний вільний та відкритий програвач, коригувач теґів та бібліотековий упорядник. Головна філософія дизайну така що вживач знає як він хочу впорядити свою музику якнайліпше; і тому програму збудовано повністю користувацько-налаштовною та розширною, користаючи часті вирази. Quod Libet побудовано на GTK+ і написано на Python, та користає теґову бібліотеку Mutagen. Ex Falso це самостійний застосунок для коригування теґів, який збудовано на тому ж коді та бібліотеках.
Quod Libet є дуже підлаштовним, який з легкістю спроможний тримати бібліотеки з десятків тисяч пісень. Він надає увесь пакунок властивостей, включаючи підтримку Юнікоду, пошук за частими виразами, поєднання клавішів до мультимедійних клавішів, швидке й моцне коригування тегів, and a variety of плаґінів.
Quod Libet доступний майже на всіх дистрибутивах Linux, FreeBSD, Mac OS X, а також Windows, прохаючи лише PyGObject, Python, та OSS або ALSA сумісних звукових присроїв. Xfce desktop disk image надаєтся проєктом Debian установлює Quod Libet як усталений звуковий програвач.

## Властивості

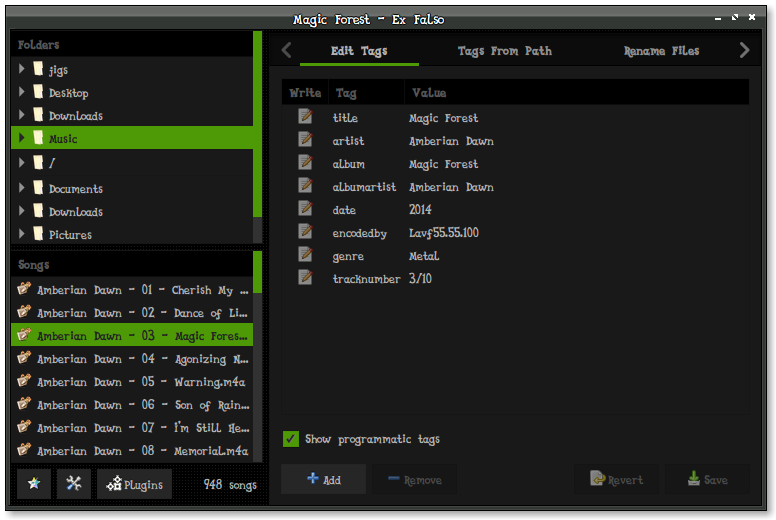
Інтерфейс теґокоригувача, який використовується у Quod Libet та Ex Falso. Він дозволяє змінити будь-який теґ, переназвати або усунути його.

### Програвання звукових стежок
- Вправляється з різними звуковими бек ендами через вбудовування в архітектуру GStreamer
- Підримує Replay Gain з розумною вибіркою, яка орієнтована на одну стежку чи весь альбом, побудованою на чинному вигляді або черзі програвання
- 'Справжній' мішаний режим - грається весь плейліст перед повтором пісень
- Рейтинг стежок грає ролю у черзі програвання
- Грати у черзі

### Коригування теґів
- Повна підтримка Юнікоду
- Можливість коригування багатьох файлів за раз, навіть якщо вони мають різні види
- Можливість помічати файли на основі їхніх назв
- Користувацько-налаштовне змінювання назв файлів, яке побудовано на теґах та підтримуваних форматах
- Легкі для читання теґи, на кшталт. <artist> чи <title> чим такі, як %a чи %t, з підтримкою для "якщо не повний x то радше y" логікою (наприклад <albumartist|albumartist|artist>)
- Швидка перенумерація стежок

### Звукова бібліотека
- Звукові звої (фіди) / підтримка подкастів
- Зберігання чисел програвань
- Можливість стягнення і збереження текстів пісень
- Швидке оновлення бібліотеки при доданні нових стежин
- Інтернет радіо / підтримка SHOUTcast
- Щабельний рейтинг пісень, від 1 до 10 зірок. Клявіш: Ctrl-[0-4] Рейтингує обрану пісню (пісні) 0-4 зірками за усталеною рейтинговую шкалою[4]

### Інтерфейс уживача
- Підлаштований під уживача інтерфейс; маркування Pango використовується для показу теґів у тому вигляді, в якому їх хоче бачити користувач
- Підтримка перетягування файлів до програвача.
- Ікона таці з повним контролем програвача
- Автоматичне розпізнання та відображення теґів з великого списку різноманітних теґів
- Багато шляхів переглядання бібліотеки:
  - Просунутий пошук - бібліотека відсіюється з унесенням пошукового запиту
  - Запити мають підтримку boolean logic, числових / ключових виразів, частих виразів та синтетичних теґів, що виводяться у програму (e.g. число програвань, рейтинг, включення у листи програвання).
  - Листи програвання з вбудовуванням у програвач
  - Шибковий переглядач, який користує повністю лаштувальні теґи (e.g. напрямок, дата, гурт...), дозволяючи уживачу отримувати найповнішу інформацію за бажанням
  - Відображення списку альбомів за обкладинками
  - Відображення у системному каталозі, який містить пісні що не знаходяться у бібліотеці

### Види файлів
Quod Libet включає підтримку MP3, Ogg Vorbis, Opus, FLAC, Musepack, MOD/XM/IT, WMA, Wavpack, MPEG-4 AAC

## Unix-подібне вправління та механізми запитів
- Чинний стан доступний за командною строкою[5]
- Управління програвачем користуючи названий канал (FIFO) якщо це можливо[6]
- Доступність текстових файлів з інформацією про пісні.

## Плаґіни
Quod Libet наразі оснащений більш ніж 60 плаґінами, побудованими на Python, включаючи:
- Автоматичний теґувальник через MusicBrainz та CDDB
- Стягувальник та передпроглядальник обкладинок альбомів з чисельних вебджерел
- On-screen display pop-ups
- Last.fm/AudioScrobbler відправлення
- Tag character encoding conversion
- Розумний виправляч теґів
- Шукальник однакових та схожих на однакові пісень через усю бібліотеку.
- Сканувач і зберігач Replay Gain через усі альбоми за раз (уживаючи GStreamer)
- D-Bus-based Multimedia Shortcut Keys
- Об'єднувальник з Logitech Squeezebox.
- Виведник плейлистів у звичних форматах

## Референції
1. ↑  Quod Libet Team page. Архів оригіналу за 8 жовтня 2011. Процитовано 20 серпня 2011.
2. ↑  Quod Libet download page. Архів оригіналу за 14 листопада 2011. Процитовано 3 листопада 2011.
3. ↑  Quod Libet License page. Архів оригіналу за 4 вересня 2014. Процитовано 21 травня 2013.
4. ↑  Архівована копія. Архів оригіналу за 20 жовтня 2016. Процитовано 1 липня 2017.{{cite web}}:  Обслуговування CS1: Сторінки з текстом «archived copy» як значення параметру title (посилання) [Архівовано 2016-10-20 у Wayback Machine.]
5. ↑  Quod Libet feature page. Архів оригіналу за 19 липня 2014. Процитовано 21 травня 2013.
6. ↑  Quod Libet extending guide. Архів оригіналу за 15 березня 2016. Процитовано 1 липня 2017.

## Зовнішні ланки
- Офіційний сайт
- quodlibet на GitHub
- Quod Libet [Архівовано 3 березня 2016 у Wayback Machine.] on Bitbucket
- Debian Package information page [Архівовано 14 березня 2017 у Wayback Machine.]
- Quod Libet - A Different GTK Music Player [Архівовано 25 червня 2018 у Wayback Machine.]
- Article on Quod Libet [Архівовано 4 січня 2020 у Wayback Machine.]

[[Категорія:Вільне програмне забезпечення на Python]]